# Mikroglie

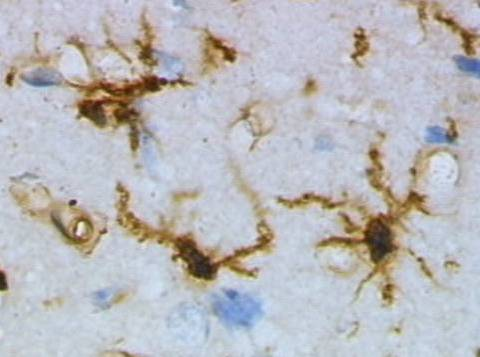
Mikroglie; obarven lektin (hnědě)

Mikroglie jsou malé buňky vyskytující se v nervové tkáni, které se účastní imunitních dějů v nervové soustavě. Proto mohou být považovány jak za gliové buňky (neuroglie), tak rovněž za druh makrofágů.

## Popis
Tyto buňky mají protáhlý tvar, nepravidelné výběžky a zvláště v neaktivovaným stavu jsou bohatě větvené. Jejich jádro má na rozdíl od ostatních gliových buněk rovněž protáhlý tvar, což se snadno prokazuje H&E barvením. Tyto buňky vznikají z kmenových buněk v kostní dřeni a do mozku a míchy migrují až posléze. Mikroglie mají mezenchymální původ a infiltrují CNS v rané embryogenezi. Početně jde o 10–15 % buněk v mozku, nicméně v distribuci v mozku panují značné lokální rozdíly.
Účastní se zánětlivých procesů, ale i obnovy nervové tkáně. Mikroglie obousměrně komunikují s neurony i astrocyty. Dále vylučují množství cytokinů (např. TNF-α), růstové faktory (např. BDNF) a ʽneurotransmiteryʼ (NO, glutamát nebo koagonista NMDA d-serin) a jsou schopné zbavovat nervovou tkáň různých odpadních látek a zbytků buněk. Mikroglie exprimují receptory purinoceptory, metabotropní glutamátové receptory a noradrenalinové a dopaminové receptory). Když jsou aktivovány, změní se na typický přibližně kulovitý makrofág a jako takový bojují proti infekci – chovají se jako fagocyty a antigen prezentující buňky.

### Klidové mikroglie
Pojmenování klidových (resting, quiscent) mikroglií je zavádějící, mikroglie vykazují vysokou konstantní aktivitu (repetitivní protruze a retrakce) a zkoumají okolí vysoce motilními výběžky. Rychlost pohybu dosahuje 1–3 μm/min, výběžky tvoří přechodné kontakty se synapsemi a délka jednoho kontaktu činí 2–5 minut. Jde o tzv. „osahávání“ synapse, které může vést k selektivní eliminaci, čili vlivu na plasticitu v dospělém mozku a vývojovému pruningu, případně k modifikaci nebo fagocytóze synapsí (fagosynaptóza). Vyšší neuronální aktivita vede ke zvýšené frekvenci vzájemných kontaktů a při ischemii dochází k prodloužení doby kontaktu z jednotek minut na více než hodinu, tj. ke zvýšenému monitoringu stavu synapsí. Plasticita zahrnuje pikomolární koncentrace TNF-α, gliotransmisi skrze glutamát a tedy aktivaci presynaptických metabotropních receptorů a dále purinergní signalizace.

### Aktivované mikroglie
K aktivaci a tedy retrakci filopodií do ameboidního tvaru podobného pohybu měňavkovců dochází při inzultech mozku (traumata, infekce, neurodegenerace, RS) za účelem detekce poškození. Nejprve signál z poškozených neuronů typu „find-me“ vede k migraci mikroglií k místu poškození a následně signály „eat-me“ vedou k fagocytóze. Přitom dojde k sekreci cytokinů, chemokinů, ROS a růstových faktorů, např. NGF a BDNF.
K vylučovaným cytokinům patří TNF-a, IL-1 a IL-6, přičemž neurotrofická i proapoptotická signalizace závisí na patofyziologickém kontextu. Mikroglie tedy slouží k odstraňování debris a obraně proti infekčním agens, k eliminaci poškozených neuronů a dysfunkčních synapsí (synaptic stripping) a k urychlení neurogeneze. Naopak za neurodegenerativního stavu (overactivated microglia) dochází k produkci ROS.
Při stárnutí dochází k mikrogliální dystrofii a dysfunkcím. Imunohistochemickým markerem je CX3CR1 (receptor pro fractalkin a Iba-1).